# Terence Curtin
Terence Robert Curtin (ur. 20 lipca 1945 w Cremorne) – australijski duchowny katolicki, biskup pomocniczy Melbourne w latach 2014–2025.

## Życiorys
Święcenia kapłańskie przyjął 28 sierpnia 1971 i został inkardynowany do archidiecezji Melbourne. Przez kilkanaście lat pracował na Australian Catholic University. W 2003 mianowany rektorem instytutu teologicznego w Melbourne, a w 2012 objął także funkcję wikariusza biskupiego dla wschodniej części archidiecezji.
7 listopada 2014 papież Franciszek mianował go biskupem pomocniczym archidiecezji Melbourne oraz biskupem tytularnym Cabarsussi. Sakry udzielił mu 17 grudnia 2014 arcybiskup Denis Hart.
31 stycznia 2025 papież Franciszek przyjął jego rezygnację z pełnionego urzędu złożoną ze względu na wiek.